# Organización Internacional del Comercio
La Organización Internacional del Comercio (OIC, International Trade Organization, ITO por sus siglas en inglés) fue una organización propuesta por la Carta de La Habana en el contexto de la armonización de las políticas comerciales internacionales. Se buscaba constituir el tercer pilar del orden económico mundial junto al Fondo Monetario Internacional y el Banco Mundial.
Liderada por Estados Unidos en colaboración con sus aliados, pese al éxito inicial de la firma de la Carta de La Habana terminó fracasando por la falta de aprobación del Congreso estadounidense. En su lugar, se aprobó el GATT como instrumento regulador del comercio internacional, hasta la creación de la Organización Mundial del Comercio en 1994.